# آيت أوريبل
آيت أوريبل هي قرية ريفية في إقليم الخميسات ضمن جهة الرباط سلا زمور زعير بالمغرب. بلغ مجموع عدد سكان آيت أورييل حسب إحصاءات 2004 حوالي 10224 نسمة من بينهم 1 أجنبي يعيشون في 1746 أسرة.